# اولف سوندلین
اولف سوندلین (انگلیسی: Ulf Sundelin؛ زادهٔ ۲۶ اوت ۱۹۴۳) قایقران قایق بادبانی اهل سوئد بود.